# Celebrate the Nun
Celebrate the Nun var ett tyskt syntpop-band, aktivt från 1987 till 1992. Bandet bestod av H.P. Baxxter, Rick J. Jordan, Britt Maxime och Slin Tompson. De två förstnämnda bildade 1993 bandet Scooter.

## Bandmedlemmar
- H. P. Baxxter – sång, gitarr (1985–1992)
- Rick J. Jordan – keyboard (1985–1992)
- Britt Maxime – sång, elektroniska trummor, keyboard (1985–1992)
- Slin Tompson – trummor, percussion, keyboard (1985–1990)

## Diskografi
Studioalbum
- 1989 – Meanwhile
- 1991 – Continuous

Singlar
- 1988 – "Ordinary Town"
- 1989 – "Will You Be There"
- 1989 - "Maybe Tomorrow"
- 1990 – "She's a Secretary"
- 1991 – "Patience"
- 1991 – "You Make Me Wonder"